# Lyonsia arenosa
Lyonsia arenosa är en musselart som först beskrevs av Moller 1842.  Lyonsia arenosa ingår i släktet Lyonsia och familjen Lyonsiidae. Inga underarter finns listade i Catalogue of Life.